# Nikolai Kusmitsch Meschtscherjakow
Nikolai Kusmitsch Meschtscherjakow (russisch Николай Кузьмич Мещеряков, wiss. Transliteration Nikolaj Kuz'mič Meščerjakov; * 7. Januar 1935; † 8. Mai 2011) war ein sowjetischer Biathlet.
Meschtscherjakow feierte seinen größten Erfolg, als er bei der Biathlon-Weltmeisterschaft 1963 in Seefeld in Tirol trotz acht Schießfehler im Einzel Fünfter werden konnte und mit Wladimir Melanin sowie Walentin Pschenizyn die inoffizielle Mannschaftswertung der addierten Einzelzeiten gewann. 1966 kam er in Garmisch-Partenkirchen erneut zum Einsatz und verpasste mit der erstmals offiziell zum Weltmeisterschaftsprogramm gehörenden Staffel hinter Norwegen, Polen und Schweden als Viertplatzierter mit Nikolai Pusanow, Wladimir Gundarzew und Wladimir Melanin eine weitere Podiumsplatzierung. Bei sowjetischen Meisterschaften ging er 1962 im 20-km-Einzel als Sieger hervor, einen weiteren Meistertitel gewann er 1966 in der 4 × 7,5-km-Staffel.